# Fugu (gastronomia)
Il fugu (河豚?, 鰒? o フグ?) è un piatto tipico della cucina giapponese a base di pesce palla, un pesce che possiede all'interno dei propri organi una dose letale di tetrodotossina, consumabile solo a seguito di una preparazione appropriata tale da rendere inoffensivo il veleno ed impedirgli di contaminare la pietanza. La difficoltà di preparazione lo ha reso uno dei piatti più celebri in Giappone: la città di Osaka gli ha dedicato un museo.

## Storia
Il fugu è consumato in Giappone da secoli. Si sono trovate prove che ne attestano la consumazione nel periodo Jōmon (che va da circa il 10000 a.C. fino al 300 a.C.). Durante lo shogunato Tokugawa (1603-1868) venne vietato il consumo di fugu nella zona di Edo, ma il divieto non durò a lungo. Il piatto fu nuovamente proibito durante il periodo Meiji (1867-1912).
Tra il 1993 e il 2006 gli episodi di avvelenamento sono notevolmente diminuiti: si sono registrati appena 23 casi, di cui uno solo avvenuto in un ristorante (tutti gli altri erano pescatori che avevano ingerito imprudentemente ciò che avevano pescato). In precedenza i decessi oscillavano fra i 50 e i 200 all'anno.
Fra i vari decessi si annovera quello dell'attore kabuki Bandō Mitsugorō VIII, che a una cena, ritenendosi immune, mangiò il fegato dei pesci. Chiamato fugu kimo, è una delle parti a più alta concentrazione di veleno (insieme a ovaie, intestino e pelle) e per questo il suo consumo era vietato.

## Norme legislative sul consumo

### Giappone
In Giappone dal 1958, a seguito dell'elevata frequenza dei casi di intossicazione mortale (420 decessi nel biennio 1956-1958), è stato stabilito per legge che un cuoco sia autorizzato a preparare e servire i fugu solo se abbia ottenuto una licenza speciale rilasciata dal ministero competente, la fugu chorishi menkyo, concessa solo dopo un esame sia scritto che pratico, durante il quale il candidato è sottoposto a varie prove (tra le quali saper riconoscere oltre 30 specie della famiglia cui il pesce appartiene). Sempre in Giappone è proibito servire tale pesce al tavolo dell'Imperatore, poiché non è permesso mettere a repentaglio la sua vita.

### Altri paesi
In Italia nel 1977 si registrarono tre casi di intossicazione mortale a seguito di consumo di pesci importati da Taiwan (talora fraudolentemente spacciati per coda di rospo); il commercio dei tetraodontidi a scopo alimentare è stato successivamente vietato nel 1992. Un analogo divieto è stato poi promulgato in Germania e infine in tutta l'Unione europea in base al regolamento (EC) 853 del 2004.
L'uso culinario del fugu è proibito anche in alcuni paesi del Sud-est asiatico come la Thailandia, ove il divieto vige dal 2002: in quest'ultimo caso la proibizione viene però regolarmente disattesa, in quanto il pesce è rimasto reperibile nei mercati locali.
Negli Stati Uniti esistono pochi ristoranti giapponesi autorizzati a servire il fugu: oltre a ciò le leggi federali impongono che il pesce debba essere importato unicamente dal Giappone, già sezionato in filetti e preventivamente congelato.

## Fugu sashimi

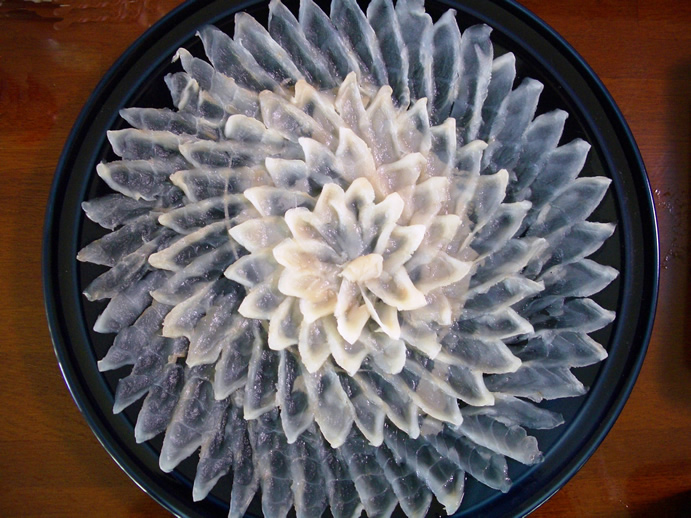
Fugu sashimi

Notevolmente popolare è il fugu sashimi, ossia servito non cotto. Chiamato anche Fugu sashi o Tessa, affettato in modo molto sottile, decorato e preparato in modo da ricordare il crisantemo. Per affettare il fugu e servirlo esiste un particolare tipo di coltello, chiamato fugu hiki.

## Altre modalità di consumo
Può esser servito fritto, ed è il fugu kara-age. Hire-zake invece è un piatto a base di pinne fritte accompagnato da sakè caldo.
Nel fugu-chiri, il fugu è bollito insieme ad ortaggi.

## Nella letteratura

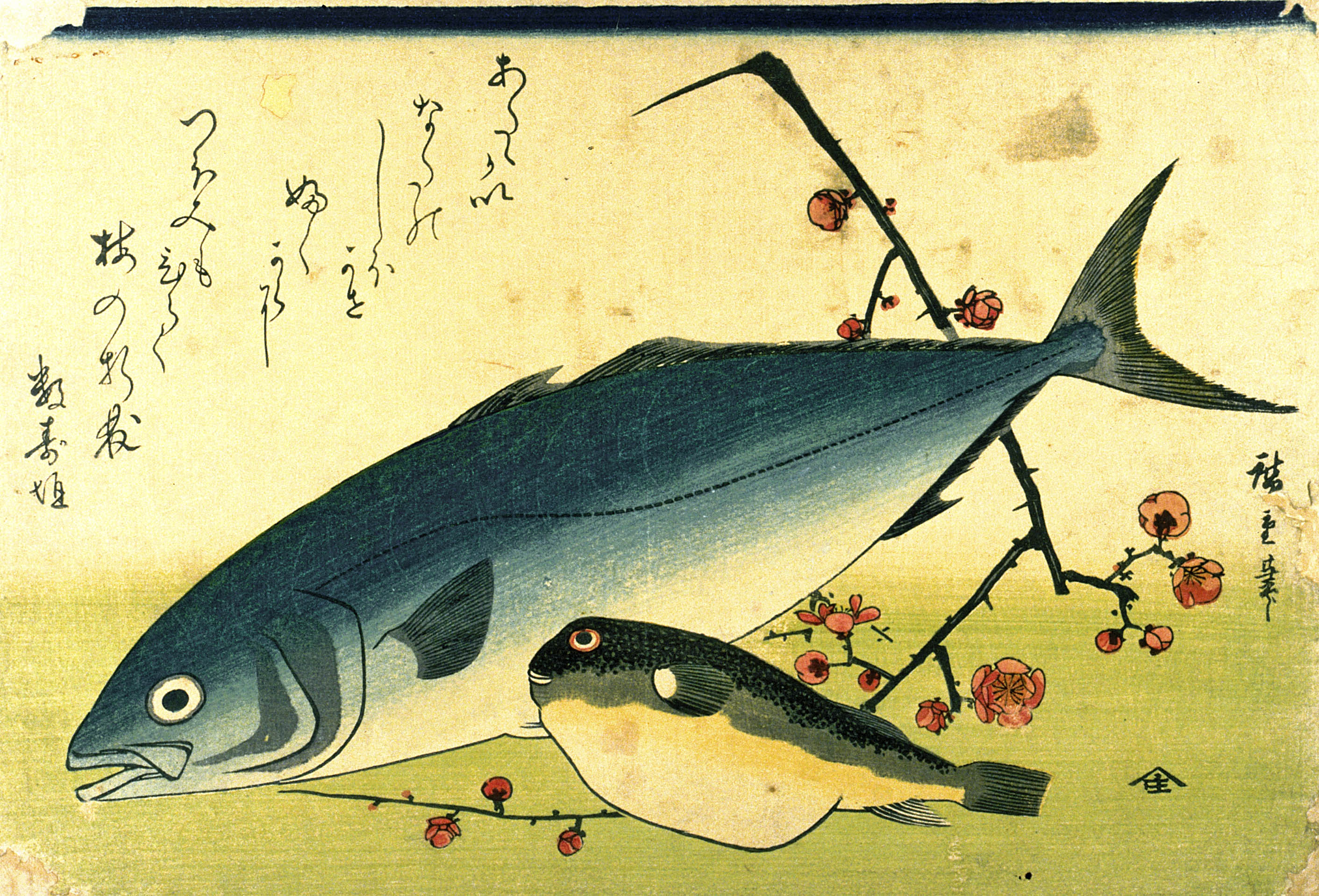
Fugu e la ricciola giapponese, opera di Hiroshige Utagawa (1797 – 1858) datata 1832

Il poeta giapponese Yosa Buson (1716 - 1783), in un poema, racconta della sua impossibilità di incontrare la sua amata e di come volesse trovare la morte ingerendo tale pietanza.